# SuS 13 Recklinghausen
SuS 13 Recklinghausen war ein Sportverein aus Recklinghausen. Die erste Fußballmannschaft spielte drei Jahre in der höchsten Amateurliga Westfalens.

## Geschichte
Der Verein entstand im Jahre 1913 durch die Fusion des SK Blumenthal mit dem SV Hibernia Recklinghausen; ab Ende der 1920er Jahre war die Hibernia-Kampfbahn am Hinsberg im Recklinghäuser Ostviertel  Spielstätte. Im Jahre 1931 gelang der Aufstieg in die seinerzeit erstklassige Bezirksliga Westfalen. Dort wurde SuS 13 zwei Jahre später Dritter in der Westgruppe hinter der SpVgg Herten und Preußen Münster. Dennoch wurde der Verein nicht in die neu geschaffene Gauliga Westfalen aufgenommen, da der viertplatzierte Lokalrivale Viktoria Recklinghausen bevorzugt wurde.
SuS 13 erreichte 1935 und 1936 jeweils die Aufstiegsrunde zur Gauliga. Beim ersten Anlauf scheiterte die Mannschaft am TuS Bochum 08 und Erle 08, während sich ein Jahr später der SV Rotthausen und Borussia Dortmund durchsetzen konnten. Nach Kriegsende wurde die Mannschaft 1946 Meister der Bezirksklasse, scheiterte jedoch in der Aufstiegsrunde zur Landesliga im Entscheidungsspiel mit 0:4 am VfL Witten. Ein Jahr später gelang der Sprung in die drittklassige Landesliga, wo die Mannschaft nach einem 5:0-Entscheidungsspielsieg über Westfalia Herne Staffelsieger wurde.
Es folgten die Endspiele um die Westfalenmeisterschaft gegen Preußen Münster. SuS 13 gewann das Hinspiel in Münster mit 1:0, verlor aber das Rückspiel im eigenen Stadion mit 1:2. Das Entscheidungsspiel endete nach Verlängerung torlos, ebenso das Wiederholungsspiel. Die Entscheidung fiel im dritten Entscheidungsspiel, welches die Preußen mit 2:1 gewannen und in die Oberliga West aufstiegen. 1950 stieg SuS 13 aus der Landesliga ab und wurde ein Jahr später in die Bezirksklasse durchgereicht. Beim BV Buer 07 verloren die Recklinghäuser mit 0:12.
Zurück in der Bezirksklasse brachen magere Jahre für den Verein an. Erst 1959 wurde SuS 13 Vizemeister hinter dem TuS Haltern. Zwei Jahre später gelang der Wiederaufstieg in die Landesliga, dem 1963 nach einer Entscheidungsspielniederlage gegen Preußen Coesfeld der erneute Abstieg folgte. Im Jahre 1971 wurde SuS 13 Meister der Bezirksklasse und fusionierte mit Viktoria Recklinghausen zum SC Recklinghausen. Der SC wiederum fusionierte 1981 mit Eintracht Recklinghausen zum 1. FC Recklinghausen, der 1996 aus finanziellen Gründen aufgelöst wurde. Als Nachfolgeverein wurde der FC 96 Recklinghausen gegründet.